# Schwoich
Schwoich è un comune austriaco di 2 421 abitanti nel distretto di Kufstein, in Tirolo.